# Російська імперія на літніх Олімпійських іграх 1908
Російська імперія була представлена на літніх Олімпійських іграх 1908 в Лондоні, Англія. 
Спортивна делегація Російської імперії на Олімпійських іграх 1908 складалась з 6 спортсменів у 3 видах спорту (боротьба, легка атлетика і фігурне катання).

## Історія участі
Представники Російської імперії брали участь в Олімпійських іграх починаючи з І Олімпіади в Афінах. Були серед них й вихідці з України. Український спортивний діяч часів Російської імперії Олексій Бутовський був одним із засновників та членів Міжнародного Олімпійського Комітету. Він стояв біля джерел сучасних Олімпійських ігор, сучасного олімпійського руху, був першим членом МОК від Російської Імперії (1894-1900), активним учасником Першої олімпіади в Афінах. На І Олімпіаді було можлива участь не лише від країн, але й індивідуальна участь. Вихідець з України Микола Ріттер у березні 1896 року їде до Греції і подає заявку до секретаріату Олімпіади на участь у змаганнях з греко-романської (римської) боротьби, стрільби з карабіна і фехтування на рапірах. Він брав участь у відбіркових змаганнях, проте пізніше знявся зі змагань. На ІІ Олімпійських іграх в Парижі 1900 року, в складі збірної Російської імперії, брав участь українських фехтувальних Петро Заковорот.
1900 року Олексій Бутовський, відходить від керівництва Олімпійським рухом в Російській імперії, а чиновники, які були відповідальними за спорт в імперії не проявили належної ініціативи. Тому в ІІІ Олімпійських іграх 1904 року в США та позачергових іграх 1906 року в Афінах спортсмени від Російської імперії участі не брали.
Активістами були зроблені неодноразові спроби домогтися участі спортсменів Російської імперії в Олімпійському русі, однак відсутність урядової підтримки та коштів, слабкість і роз'єднаність спортивних організацій, а також недовіра багатьох чиновників, що не вірили в успіх Олімпійських ігор ослужило причинами відсутності представників імперії на спортивних аренах Олімпіад.

## Учасники
Росіяни могли не поїхати і на Ігри 1908 року. Ідея поїхати до Лондона була схвалена лише тому, що вона проходила саме у Великій Британії. В будь-яку іншу країну делегація імперії не поїхала б. А англійцям треба було висловити свою повагу, тому, незважаючи на відсутність в Росії Національного олімпійського комітету, утворилася ініціативна група, яка вирішила послати до Лондона групу в індивідуальному порядку. Все вирішувалось в останню мить, тому на Ігри поїхали не найсильніші спортсмени країни, а ті, які мешкали в Петербурзі та його околицях.
Ініціатором відправки делегації в Лондон став новий представник Російської імперії в МОК граф Рібопьер. Він зміг залучити кошти інвесторів і на ігри вирушили вісім спортсменів. У їх число увійшли фігурист Панін-Коломенкін, борці Орлов, Петров, Замотін і Дьомін, легкоатлети Лінд і Петровський, а також велогонщик Мартінсон. Іншому представникові імперії в МОК барону Вілебрандту, було доручено курирувати фінську делегацію, яка їхала окремою командою, попри те що Фінляндія входила до складу Російської імперії.

### Легка атлетика
| Змагання | Місце | Атлет      | Heats     | Semifinals | Final     |
| -------- | ----- | ---------- | --------- | ---------- | --------- |
|          |       |            |           |            |           |
| Марафон  | 19    | Георг Линд | None held | None held  | 3:26:38.8 |
|          |       |            |           |            |           |

### Фігурне катання
| Змагання               | Місце | Спортсмен    | Score          |
| ---------------------- | ----- | ------------ | -------------- |
|                        |       |              |                |
| Індивідуальні змагання | —     | Микола Панін | Did not finish |
|                        |       |              |                |
| Men's special figures  | 1st   | Микола Панін | 43.8           |
|                        |       |              |                |

### Боротьба
| Змагання                      | Місце | Борець           | Round of 32 | Round of 16   | Quarter- finals    | Semi- finals    | Final           |
| ----------------------------- | ----- | ---------------- | ----------- | ------------- | ------------------ | --------------- | --------------- |
|                               |       |                  |             |               |                    |                 |                 |
| Greco-Roman lightweight       | 2nd   | Nikolay Orlov    | Bye         | Defeated Lund | Defeated Radvány   | Defeated Lindén | Lost to Porro   |
|                               |       |                  |             |               |                    |                 |                 |
| Greco-Roman middleweight      | 9th   | Georgy Demin     | Bye         | Lost to Frank | Did not advance    | Did not advance | Did not advance |
|                               |       |                  |             |               |                    |                 |                 |
| Greco-Roman light heavyweight | 9th   | Yevgeny Zamotin  | Bye         | Lost to Payr  | Did not advance    | Did not advance | Did not advance |
|                               |       |                  |             |               |                    |                 |                 |
| Greco-Roman heavyweight       | 2nd   | Aleksandr Petrov | None held   | None held     | Defeated Humphreys | Defeated Payr   | Lost to Weisz   |
|                               |       |                  |             |               |                    |                 |                 |

## Медалісти
Золото
- Микола Панін - Фігурне катання, чоловічий спеціальні цифри

 Срібло
- Микола Орлов - боротьба греко-римська, легка вага
- Олександр Петров - боротьба, греко-римська, суперважка вага